# Rodrigo Dourado
Rodrigo Dourado, né le 17 juin 1994 à Pelotas, est un footballeur brésilien évoluant au poste de milieu défensif à l'Atlético San Luis.

## Biographie
Le 1er janvier 2015, il signe son premier contrat professionnel avec le SC Internacional. 
Il participe aux Jeux olympiques d'été de 2016 organisés dans son pays natal.

## Carrière
- 2012-201. : SC International ( Brésil)

## Palmarès
- Vainqueur du Campeonato Gaucho en 2015 et 2016 avec le SC International
- Médaille d'or Jeux olympiques 2016 avec le Brésil